# Berkarat
Berkarat (in armeno Բերքառատ?, anche chiamato Berk'arrat, Berqarat e Berkarrat; precedentemente Akhula) è un comune dell'Armenia di 925 abitanti (2001) della provincia di Aragatsotn.